# تپنده خرچنگ
تپنده خرچنگ یک ستاره است که در صورت فلکی ثور قرار دارد.